# Franciaország kulturális és történelmi városai és tájai
A francia kulturális és távközlési miniszter 1985 óta a Franciaország kulturális és történelmi városa vagy tája (Ville ou Pays d’Art et d’Histoire) címmel jelöli meg azokat a városokat, amelyek a nemzeti örökség részét képezik.
A kinevezés az építészeti és örökségi tanács, valamint a regionális szervezetekkel való együttműködés alapján jöhet létre. A címmel együtt pénzügyi és technika segítség is jár az érintett településeknek, területeknek, egyben kötelezi azokat, hogy a javítási munkákat csak a Minisztérium által elfogadott szakemberek végezhetik. Az 1995-ben létrehozott a Nemzeti Kulturális és Történelmi Városok és Tájak Tanácsa (Le conseil national des Villes et Pays d’Art et d’Histoire) felügyeli az érintett városok építésügyi politikáját. Munkáját a regionális felügyeletek (Direction régionale des affaires culturelles, DRAC) segítik, amelyek egyben a városok kéréseinek és ötlettevéseinek is a fóruma.
Jelenleg 179 kedvezményezett viseli a „Franciaország kulturális és történelmi városa vagy tája” címet.

## A városok listája
| A B C D E F G H I J L M N O P Q R S T U V |

### A
- Aix-les-Bains – (Rhône-Alpes)
- Ajaccio – (Korzika)
- Albertville-Conflans – (Rhône-Alpes)
- Angers – (Loire mente)
- Annecy és agglomerációs térsége  – (Rhône-Alpes)
- Arles – (Provence-Alpes-Côte d’Azur)
- Autun – (Burgundia)
- Auxerre – (Burgundia)

### B
- Bar-le-Duc – (Lotaringia)
- Basse-Terre – (Guadeloupe)
- Bastia – (Korzika)
- Bayonne – (Aquitania)
- Beaucaire – (Languedoc-Roussillon)
- Beauvais – (Pikárdia)
- Belfort – (Franche-Comté)
- Bergerac – Aquitania
- Bernay – (Felső-Normandia)
- Besançon – (Franche-Comté)
- Blois – (Centre-Val de Loire)
- Bordeaux – (Aquitania)
- Boulogne-Billancourt – Île-de-France
- Boulogne-sur-Mer – (Nord-Pas-de-Calais)
- Bourges – (Centre-Val de Loire)
- Briançon – (Provence-Alpes-Côte d’Azur)

### C
- Caen – (Alsó-Normandia)
- Cahors – (Midi-Pyrénées
- Cambrai – (Nord-Pas-de-Calais)
- Chalon-sur-Saône – (Bourgogne)
- Châlons-en-Champagne – (Champagne-Ardenne)
- Chambéry – (Rhône-Alpes)
- Chantilly (Oise) – (Pikárdia)
- Charleville-Mézières – (Champagne-Ardenne)
- Chinon – (Centre-Val de Loire)
- Cognac – (Poitou-Charentes)
- Concarneau – (Bretagne)

### D
- Dieppe – (Felső-Normandia)
- Dijon – (Burgundia)
- Dinan – (Bretagne)
- Dinard – (Bretagne)
- Dole – (Franche-Comté)

### E
- Étampes – Île-de-France

### F
- Fécamp – (Felső-Normandia)
- Figeac – (Midi-Pyrénées)
- Fontenay-le-Comte – (Loire mente)
- Fougères – (Bretagne)
- Fréjus – (Provence-Alpes-Côte d’Azur)

### G
- Grasse – (Provence-Alpes-Côte d’Azur)
- Guérande – (Loire mente)

### H
- Hyères – (Provence-Alpes-Côte d’Azur)

### I
- Île de Ré – (Poitou-Charentes)

### J
- Joigny – (Bourgogne)

### L
- La Charité-sur-Loire – (Bourgogne)
- Langres – (Champagne-Ardenne)
- Laon – (Pikárdia)
- La Réole  – (Aquitania)
- Laval – (Loire mente)
- Le Havre – (Felső-Normandia)
- Le Mans – (Loire mente)
- Lille – (Nord-Pas-de-Calais)
- Limoges – (Limousin)
- Loches – (Centre-Val de Loire)
- Lodève - (Languedoc-Roussillon)
- Lorient  – (Bretagne)

### M
- Martigues – (Provence-Alpes-Côte d’Azur)
- Meaux – Île-de-France
- Menton – (Provence-Alpes-Côte d’Azur)
- Metz – (Lotaringia)
- Millau – (Midi-Pyrénées)
- Moissac – (Midi-Pyrénées)
- Montauban – (Midi-Pyrénées)
- Moulins – (Auvergne)
- Mulhouse – (Elzász)

### N
- Nantes – (Loire mente)
- Narbonne – (Languedoc-Roussillon)
- Nevers – (Bourgogne)
- Nîmes – (Languedoc-Roussillon)
- Noisiel – (Île-de-France)
- Noyon – (Pikárdia)

### O
- Orléans – (Centre-Val de Loire)

### P
- Pau – (Aquitania)
- Périgueux – (Aquitania)
- Perpignan – (Languedoc-Roussillon)
- Plaine Commune településtársulás – (Île-de-France)
- Pointe-à-Pitre – (Guadeloupe)
- Poitiers és agglomerációs térsége – (Poitou-Charentes)
- Pontoise – (Île-de-France)

### Q
- Quimper – (Bretagne)

### R
- Rambouillet – Île-de-France
- Reims – (Champagne-Ardenne)
- Rennes és agglomerációs térsége – (Bretagne)
- Rochefort – (Poitou-Charentes)
- Roubaix – (Nord-Pas-de-Calais)
- Royan – (Poitou-Charentes)

### S
- Saint-Denis – Réunion
- Saintes – (Poitou-Charentes)
- Saint-Étienne – (Rhône-Alpes)
- Saint-Laurent-du-Maroni – Francia Guyana
- Saint-Paul  – Réunion
- Saint-Pierre – (Martinique)
- Saint-Pierre – Saint-Louis – (Réunion)
- Saint-Quentin – (Pikárdia)
- Saint-Quentin en Yvelines agglomerációs térség – Île-de-France
- Sarlat-la-Canéda – (Aquitania)
- Sartène – (Korzika)
- Saumur – (Loire mente)
- Sedan – (Champagne-Ardenne)
- Soissons – (Pikárdia)
- Strasbourg – (Elzász)

### T
- Thouars – (Poitou-Charentes)
- Tours – (Centre-Val de Loire)
- Troyes – (Champagne-Ardenne)

### U
- Uzès – (Languedoc-Roussillon)

### V
- Vaison-la-Romaine – (Provence-Alpes-Côte d’Azur)
- Valence – (Rhône-Alpes)
- Vannes – (Bretagne)
- Vendôme – (Centre-Val de Loire)
- Vienne – (Rhône-Alpes)
- Vincennes – (Île-de-France)
- Vitré (Ille-et-Vilaine) – (Bretagne)

## A tájak listája
- Amiens és agglomerációs térsége – (Pikárdia)
- Angoumois természeti terület (Angoulême) – (Poitou-Charentes)
- Aubois völgye – (Centre-Val de Loire)
- Auge-vidék – (Alsó-Normandia)
- Aure- és Louron-völgy – (Midi-Pyrénées
- Auxois természeti terület–Morvan-hegység – (Burgundia)
- Bastides du Rouergue (Najac, Sauveterre-de-Rouergue, Villefranche-de-Rouergue, Villeneuve-d'Aveyron) – (Midi-Pyrénées)
- Billom és Saint-Dier-d’Auvergne vidéke – (Auvergne)
- Béarn des Gaves településtársulás – (Aquitania)
- Carpentras és Comtat Venaissin – (Provence-Alpes-Côte d’Azur)
- Charollais–Brionnais természeti terület – (Burgundia)
- Châtelleraudais természeti terület – (Poitou-Charentes)
- Cluny és Tournus között elterülő vidék – (Burgundia)
- Coutences és környéke (Cotentin-félsziget) – (Alsó-Normandia)
- Coëvrons–Mayenne-vidék – (Loire mente)
- Clos du Cotentin (Valognes, Bricquebec, Saint-Sauveur-le-Vicomte) (Cotentin-félsziget) – (Alsó-Normandia)
- Confolentais térségi társulás  – Poitou-Charentes
- Dordogne-völgy természeti területei – (Midi-Pyrénées
- Épinal és térsége – Coeur des Vosges  – (Lotaringia)
- Forez agglomerációs térség és természeti terület (Rhône-Alpes)
- Grand Auch agglomerációs térség – (Midi-Pyrénées)
- Guebwiller és környéke –  Elzász
- Haut-Allier (Allier-menti természeti terület) – (Auvergne)
- Haute-Savoie völgyei – (Rhône-Alpes)
- Issoire–Allier-völgy – (Auvergne)
- Lens-Liévin agglomerációs térség – (Nord-Pas-de-Calais)
- Le Puy-en-Velay és térsége  – (Auvergne)
- Loire Touraine – (Centre-Val de Loire)
- Maroni és Mana folyók torkolatvidéke  –  Francia Guyana és Suriname határvidékén
- Melle és környéke – (Poitou-Charentes)
- Mende vidéke és a Lot folyó völgye Gévaudanban – (Languedoc-Roussillon)
- Montbéliard és agglomerációs térsége – (Franche-Comté)
- Monts et Barrages nagytérség – Limousin
- Montmorillon és vidéke – (Poitou-Charentes)
- Morlaix és nagytérsége – (Bretagne)
- Nantes-i szőlővidék – (Loire mente)
- Parthenay és környéke  – (Poitou-Charentes)
- Perche–Sarthois-vidék – (Loire mente)
- Pézenas és vidéke – (Languedoc-Roussillon)
- Provence verte térségi társulás és természeti terület  – (Provence-Alpes-Côte d’Azur)
- Pyrénées cathares településtársulás  – (Midi-Pyrénées)
- Pyrénées béarnaise – (Aquitania)
- Revermont-vidék (Poligny, Arbois, Salins-les-Bains) – (Franche-Comté)
- Riom és térsége – (Auvergne)
- Rodez és agglomerációs térsége  – (Midi-Pyrénées)
- Rouen és Elbeuf agglomerációs térsége – (Felső-Normandia)
- Roya és Bévéra folyók völgye (francia–olasz határvidék)  – (Provence-Alpes-Côte d’Azur)
- Saint-Flour és vidéke – (Auvergne)
- Saint-Omer és vidéke – (Nord-Pas-de-Calais)
- Saône-völgy  – (Rhône-Alpes)
- Serre-Ponçon–Ubaye–Durance térségi társulás – (Provence-Alpes-Côte d’Azur)
- Tech és Ter folyók völgye – határon túli terület (Dél-Katalónia) – (Languedoc-Roussillon)
- Têt folyó völgye  – (Languedoc-Roussillon)
- Val d’Argent – Elzász
- Vallée d’Abondance agglomerációs térség – (Rhône-Alpes)
- Vallée du Loir agglomerációs térség – (Loire mente)
- Valognes és környéke (Cotentin-félsziget) – (Alsó-Normandia)
- Villeneuve-sur-Lot és Grand Villeneuvois településtársulás – (Aquitania)
- Vivarais méridional (Ardèche megye déli részén) – (Rhône-Alpes)
- Voiron agglomerációs térség – (Rhône-Alpes)